# 2 Batalion Rozpoznawczy (LWP)

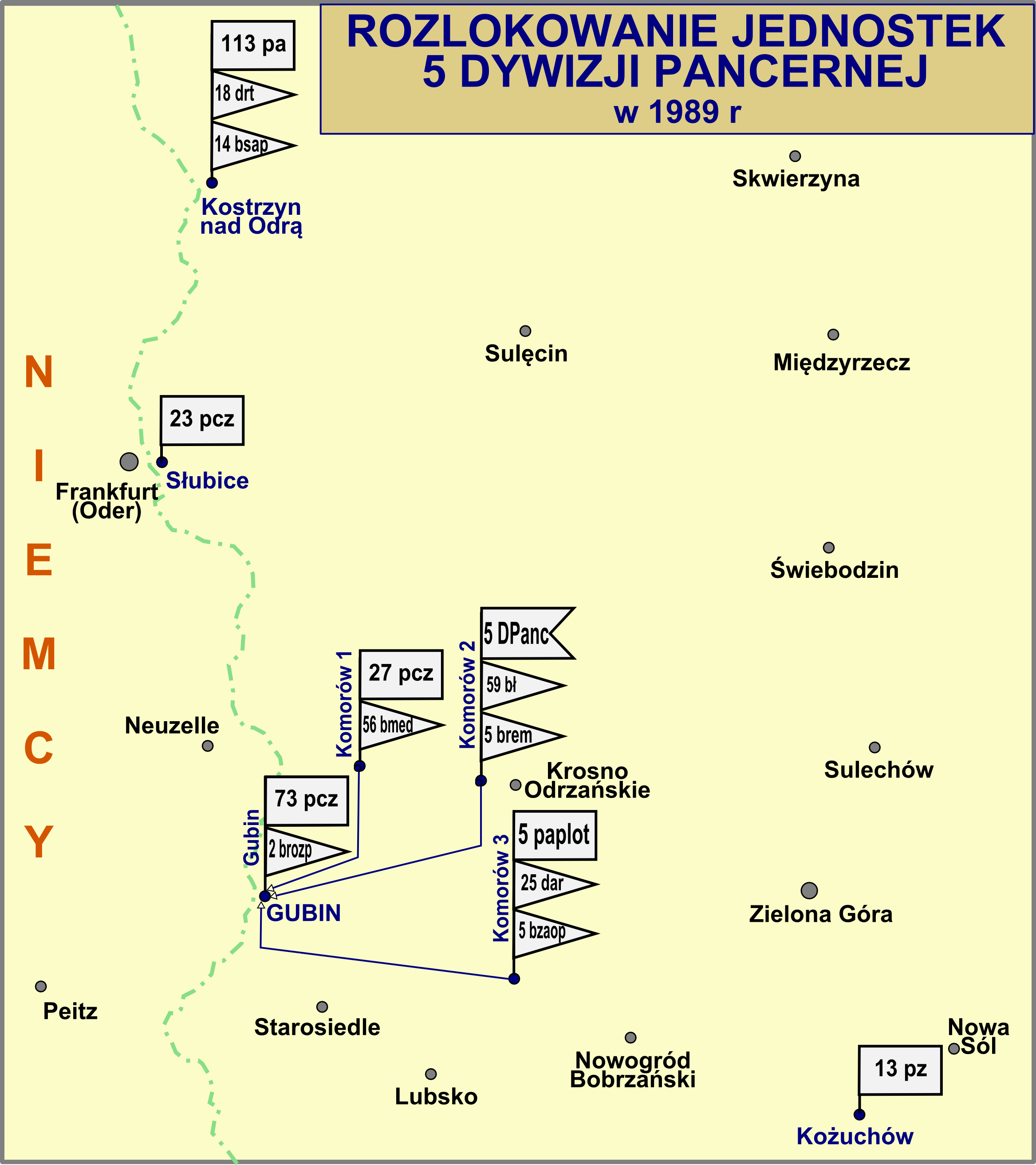
Rozlokowanie 5 DPanc w 1989

2 Batalion Rozpoznawczy (2 br) – samodzielny pododdział rozpoznawczy Wojska Polskiego.

## 2 Batalion Rozpoznawczy

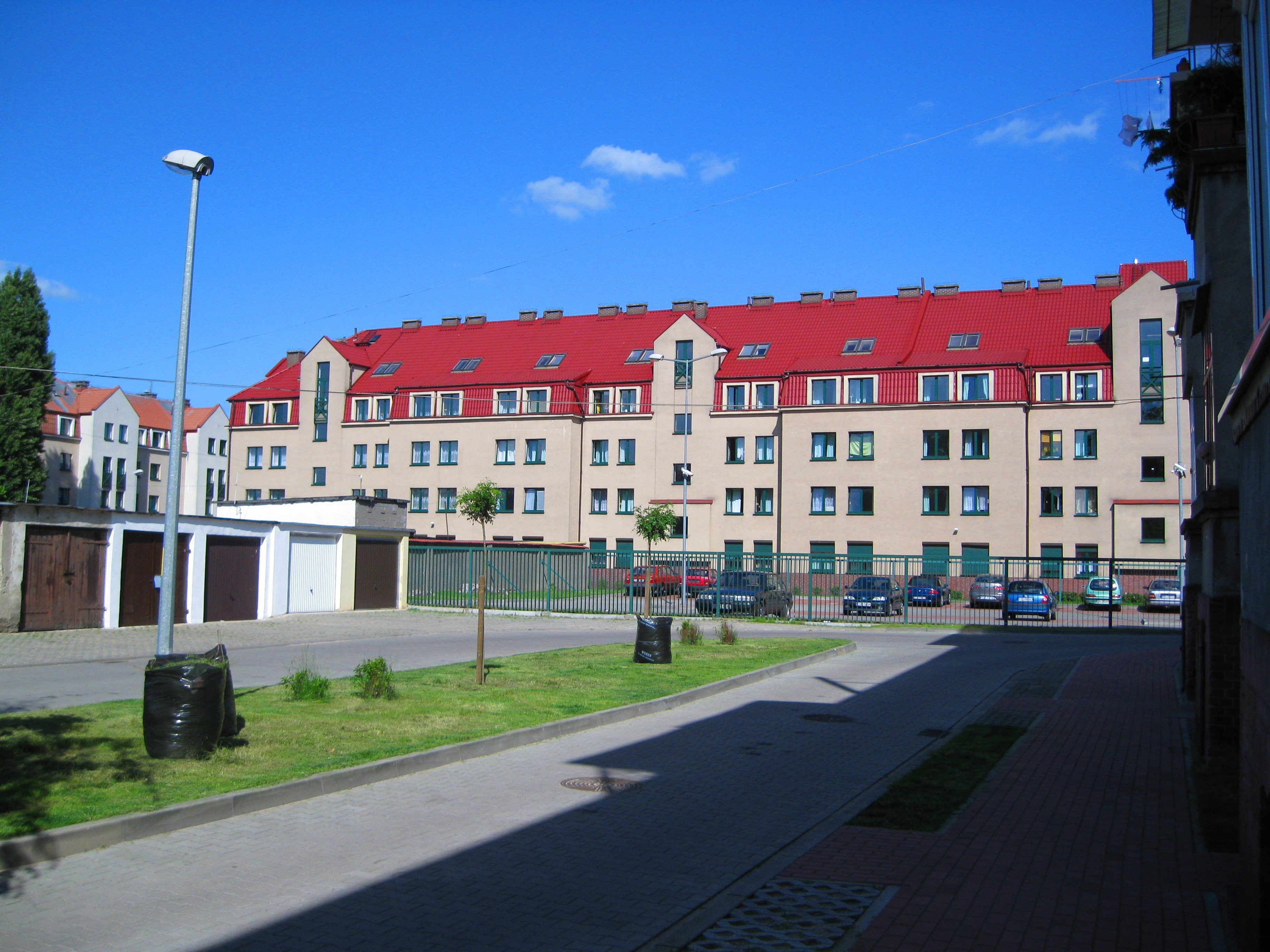
Na miejscu budynku koszarowego batalionu w Słubicach stoi dziś DS Arcadia

Sformowany w Torzymiu według etatu Nr 5/81, o stanie osobowym 164 wojskowych i 10 kontraktowych jako pododdział rozpoznawczy 19 Dywizji Zmechanizowanej.
Celem dogodniejszej dyslokacji jednostek, rozkazem Nr 00129/oper. Ministra Obrony Narodowej z 18 października 1951 batalion przeniesiony został z Torzymia do garnizonu Słubice, do koszar przy ul. gen. Świerczewskiego 13 (ob. ul. Piłsudskiego 13).
Rozkazem Nr 0082/Org. Ministra Obrony Narodowej z 4 grudnia 1952 2 brozp przeformowany został na etat Nr 5/103 o stanie 220 żołnierzy i 3 pracowników kontraktowych.
Zarządzeniem Nr 00128/Org. szefa Sztabu Generalnego WP z 21 listopada 1953 pododdział przeniesiono ze Słubic do Kostrzyna.

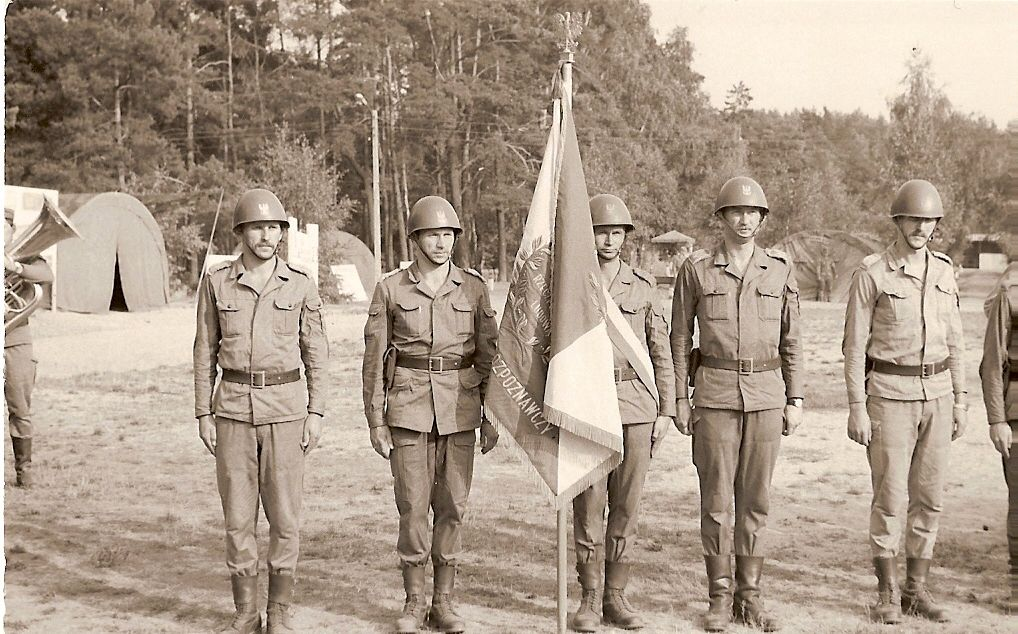
Sztandar batalionu na poligonie Wędrzyn

Na podstawie rozkazu Nr 0025/Org. Ministra Obrony Narodowej z 2 kwietnia 1957 19 Dywizję Pancerną przeformowano na 5 Dywizję Pancerną, a w jej składzie pozostał 2 br o etacie Nr 5/129 – 259 żołnierzy i 1 pracownik cywilny.
8 maja 1960 gen. bryg. Wacław Czyżewski wręczył dowódcy batalionu sztandar.

### Działanie batalionu w czerwcu 1956
W południe, 28 czerwca 1956 roku w batalionie ogłoszono alarm bojowy. O 14:00 28 czerwca jednostki 19 DPanc osiągnęły gotowość bojową.
O 14:30, na rozkaz szefa Sztabu Generalnego, 19 Dywizja Pancerna rozpoczęła marsz w kierunku Poznania.
Na rozkaz dowódcy dywizji 2 batalion rozpoznawczy odszedł do dyspozycji dowódcy KBW i otrzymał zadanie nie dopuścić „prowokatorów” od strony torów kolejowych i ogródków działkowych u zbiegu ulic Roosevelta i Dąbrowskiego oraz Mostu Teatralnego.
Batalion wraz z przydzielonymi do niego jako desant żołnierzami 12 dywizjonu artylerii rakietowej został podzielony na trzy grupy. Pierwsza grupa w składzie dwa czołgi z piechotą pozostała na miejscu. Druga grupa w składzie dwa czołgi, jeden BTR, jeden pluton motocykli przeznaczona została do ochrony stacji kolejowej Poznań Górczyn i Centralnej Składnicy Wojskowej Sprzętu Motorowego. Trzecia grupa w składzie dwa czołgi z desantem piechoty miała zadanie nie dopuścić do rozruchów w rejonie zakładów ZISPO u wylotu ul. Dzierżyńskiego.
Od wieczora 28 czerwca działanie batalionu wspierał 66 batalion saperów.
30 czerwca dowódca 19 DPanc wyprowadzał z Poznania swoje oddziały w dwóch turach. O 21:00 rozpoczął wycofanie 2 batalion rozpoznawczy. Na OC Biedrusku ześrodkował się ok. 1:00 1 lipca.
W wyniku działań na terenie Poznania ranni zostali:
sierż. Zdzisław Przybycień - szef zaopatrzenia MPS (postrzał przedramienia prawego)
kpr. Staszyszyn z kpz (ciężki postrzał klatki piersiowej)
szer. Jan Michalik z kpz (zranienie nosa)

### Struktura organizacyjna batalionu
W składzie 5 DPanc batalion składał się z:
- kompanii rozpoznawczej,
- kompanii czołgów średnich,
- kompanii piechoty zmotoryzowanej,
- plutonów: przeciwlotniczego, motocykli i samochodów osobowo-terenowych oraz plutonu łączności.

Stan etatowy wynosił 262 żołnierzy. Sprzęt bojowy batalionu stanowiło: 10 czołgów średnich, a od listopada 1957 7 czołgów średnich i 3 czołgi pływające PT-76 oraz 3 transportery opancerzone BTR-40.

## 58 kompania rozpoznawcza
Na podstawie zarządzenia Nr 059/Org. szefa Sztabu Generalnego WP z 15 lipca oraz zarządzenia szefa Sztabu SOW nr 030/Org z 27 lipca 1961 przeformowano 2 batalion rozpoznawczy na 58 kompanię rozpoznawczą według etatu 5/270 o stanie osobowym 96 wojskowych. Kompanię dyslokowano transportem kolejowym i rozmieszczono w bloku nr 3 w kompleksie koszarowym nr 2574 w garnizonie Gubin-Komorów. Na podstawie rozkazu Nr 089 dowódcy Śląskiego Okręgu Wojskowego z 21 września 1963 pododdział przeniesiony został do kompleksu koszarowego w Gubinie do tzw. „Koszar przy stacji”. Dowódcą kompanii został kpt. Mieczysław Nowak, a dowódcą drużyny naprawy samochodów i wozów bojowych – plut. Jan Kucza.
W jej składzie znajdowały się:
- pluton transporterów opancerzonych (6 trop BTR-40)
- pluton motocykli
- pluton czołgów średnich – 3 czołgi
- pluton czołgów pływających – 3 czołgi pływające PT-76
- drużyna naprawy wozów bojowych i samochodów
- drużyna gospodarcza

Kompania liczyła 96 żołnierzy.

## Powtórnie rozwinięty do batalionu

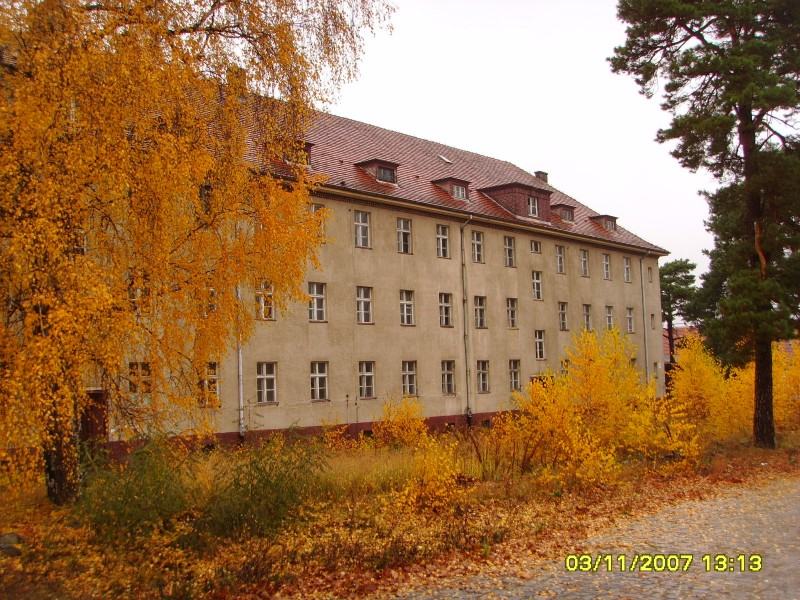
Budynek koszarowy 2 br „pod stacją” (10 lat po rozwiązaniu jednostki)

Kolejna reorganizacja jednostek rozpoznawczych miała miejsce we wrześniu 1968. Rozpoczęto przeformowanie 58 kompanii na szczebel batalionu. Dowódcą nowo utworzonej jednostki został mjr dypl. Mieczysław Nowak, a szefem sztabu – kpt. Tadeusz Sawrasewicz. Na dowódcę kompanii czołgów pływających wyznaczono porucznika Jana Krystka. 2 stycznia 1969 batalion przystąpił do szkolenia programowego już w nowej strukturze organizacyjnej. W 1970 w strukturze batalionu powstała kompania specjalna. 17 sierpnia 1974 drużyna dowodzona przez ppor. Stanisława Ratajczyka zdobyła Puchar Dowódcy ŚOW i I miejsce w Wieloboju Rozpoznawczym na szczeblu macierzystego Okręgu.
W czasie stanu wojennego 1981 batalion stacjonował na Dziewiczej Górze (Czerwonak k. Poznania). Żołnierze kompanii specjalnej w stanie wojennym brali udział w służbie patrolowej w Poznaniu. Uczestniczyli również w akcji „Semafor” polegającej na zabezpieczeniu przejazdów pociągów towarowych przed kradzieżami. Obszarem działania kompanii specjalnej były szlaki kolejowe koło Słubic-granica z NRD.
Na początku lat 90. w związku z przedyslokowaniem 27 pcz do garnizonu Opole, batalion ponownie przeniesiony został z kompleksu koszarowego 2549 w Gubinie do kompleksu nr 2575 w Gubinie-Komorowie przy ul. Waszkiewicza 257. W 1994 rozformowana została kompania specjalna.
Na podstawie zarządzenia szefa Sztabu Generalnego WP Nr 055/Org. z 1 sierpnia 1994 i zarządzenia zastępcy dowódcy Śląskiego Okręgu Wojskowej – szefa sztabu Nr Pf 85/Org. z 5 września 1994 w sprawie reoganizacji batalionów rozpoznawczych 4, 5 oraz 11 DKPanc., w terminie do 31 marca 1995, 2 br (etat wojenno-pokojowy Nr 30/329/0) został przeformowany na 6 batalion rozpoznawczy wg etatu wojenno-pokojowego Nr 29/122/0. Przeformowany batalion zachował dotychczasowe podporządkowanie, numer jednostki wojskowej i poczty polowej (P-8253), identyfikator oraz miejsce postoju. Jednocześnie dowódca 5 DZ przeprowadził stosowne zmiany w posiadanym „wyciągu z zestawienia zadań mobilizacyjnych PM-83” i „PM-95”.
Struktura organizacyjna
dowództwo
- sztab
- sekcja polityczna
- kwatermistrzostwo
- służby techniczne

pododdziały
- pluton łączności
- 1 kompania rozpoznawcza

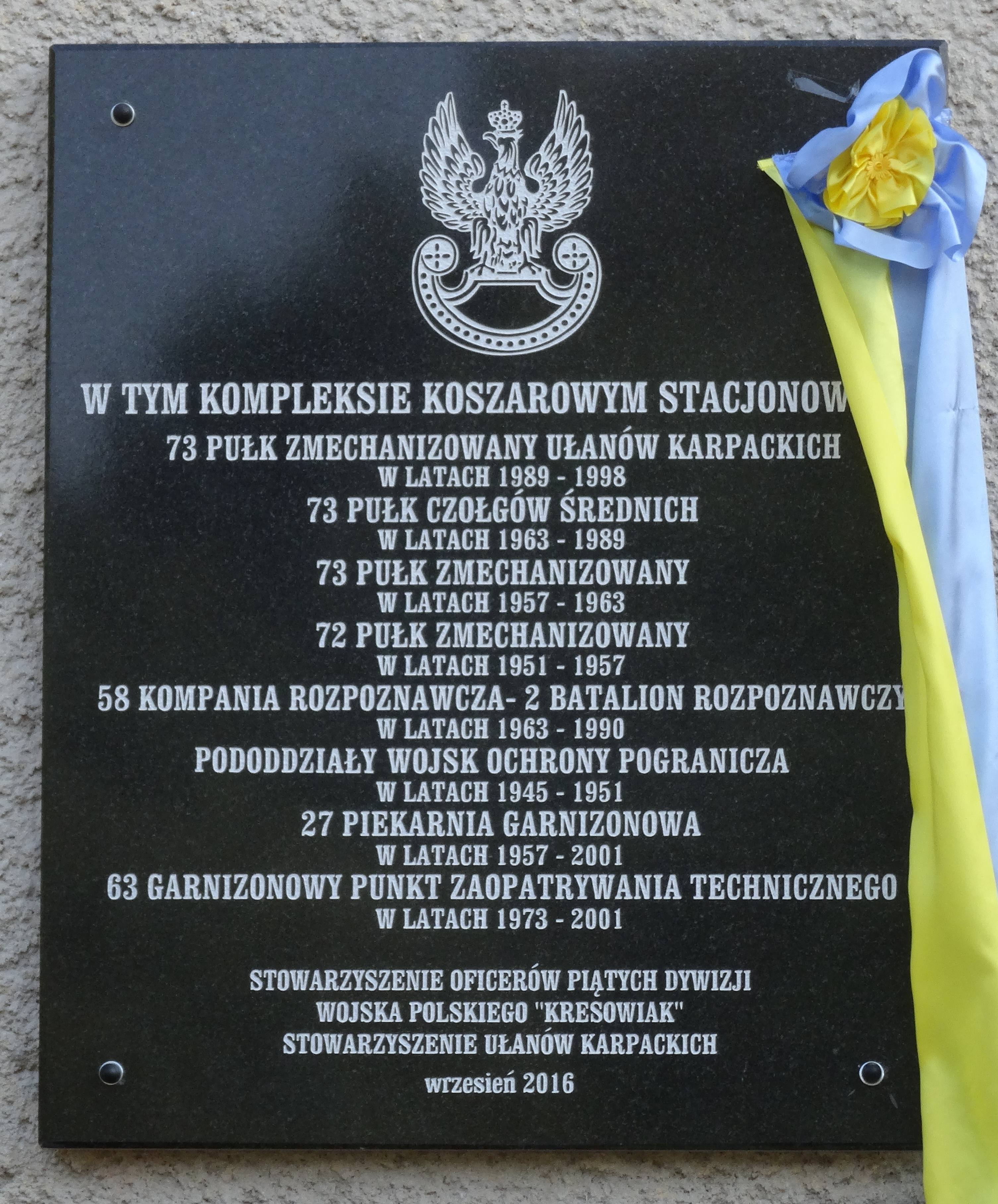
Tablica upamiętniająca stacjonowanie batalionu w koszarach „pod stacją”

  - 3x pluton rozpoznawczy (po 3 BRDM-2)
  - pluton płetwonurków[6]
- 2 kompania rozpoznawcza[7]
  - 3x pluton rozpoznawczy (po 3 BWP-1 – wcześniej PT-76)
  - 1x pluton rozpoznawczy (3 x BWR1)[8]
- kompania rozpoznania radioelektronicznego
  - grupa analizy danych (autobus sztabowy AS-1)
  - pluton nasłuchu ARO KU 4 (2x aparatownia ARO KU 4 na samochodzie star)
  - pluton namiaru R-363 (3x namiernik R-363 „ORLENOK” na samochodzie kraz)
  - pluton namiaru NRS (3X namiernik NRS na samochodzie osob.-teren. GAZ)
- kompania specjalna[9]
  - zespół dowodzenia
  - 5 grup rozpoznawczych
  - grupa płetwonurków
  - grupa łączności
  - instruktor spadochronowy + układacz spadochronów
- pluton technicznego rozpoznania pola walki (3 PSNR-1 na BRDM-1)
- pluton zaopatrzenia
- pluton remontowy
- pluton medyczny

## Dowódcy batalionu
- kpt. Krzysztof Beski – od 01.09.1951
- kpt. Tadeusz Gibała – do 20.02.1953
- kpt. Tadeusz Moczulski – od 20.02.1953
- mjr Król (był w 1956)[10]
- mjr Zbigniew Stachowicz – 1957
- mjr dypl. Bogusław Tasarek - 1961
- mjr Mieczysław Nowak – 1968 – 1973[e].
- mjr Tadeusz Sawrasewicz (1973 – 1975)
- mjr Piotr Witkowski (1975 – 1976)
- mjr Romuald Śmigielski (1976 – 1978)
- mjr Jan Krystek (1978 – 1980)
- mjr Andrzej Gil (1980 – 1983)
- mjr Kazimierz Pokora (1983 – 1985)
- mjr Witold Busz (1985 – 1988)
- mjr Marian Dempniak (1988 – 1990)
- ppłk dypl. Sergiusz Babaczenko (1990 – 1993)
- ppłk dypl. Andrzej Kuśnierek (1993 – 1998)